# Birni Falla
Birni Falla (auch: Birni Fala, Birni N’Falah, Birni N’Falla, Birnin Falla, Birnin N’Fallah, Birni Nwala) ist ein Dorf in der Landgemeinde Douméga in Niger.

## Geographie
Das von einem traditionellen Ortsvorsteher (chef traditionnel) geleitete Dorf liegt rund elf Kilometer nordöstlich des Hauptorts Douméga der gleichnamigen Landgemeinde, die zum Departement Tibiri in der Region Dosso gehört. Etwa drei Kilometer östlich von Birni Falla verläuft die Staatsgrenze zu Nigeria.
Es herrscht das Klima der Sudanzone vor, mit einer durchschnittlichen jährlichen Niederschlagsmenge zwischen 600 und 700 mm.

## Geschichte
Bis zur Ankunft der britischen und französischen Kolonialmächte an der Wende vom 19. zum 20. Jahrhundert war Birni Falla einer der wichtigsten Orte der souveränen Herrschaft von Katarma, die um 1786 gegründet worden war und in der Tradition des Staates Aréoua stand.

## Bevölkerung
Bei der Volkszählung 2012 hatte Birni Falla 2420 Einwohner, die in 305 Haushalten lebten. Bei der Volkszählung 2001 betrug die Einwohnerzahl 1817 in 230 Haushalten und bei der Volkszählung 1988 belief sich die Einwohnerzahl auf 1244 in 172 Haushalten.

## Wirtschaft und Infrastruktur
In Birni Falla wird ein Wochenmarkt abgehalten. Der CEG Birni Falla ist eine allgemein bildende Schule der Sekundarstufe des Typs Collège d’Enseignement Général (CEG). Außerdem gibt es zwei Grundschulen im Ort. Mit einem Centre de Santé Intégré (CSI) ist ein Gesundheitszentrum im Dorf vorhanden. In Birni Falla endet die aus Koré Béchimi kommende Route 339, eine 8,09 Kilometer lange Landstraße.